# Mestisko
Mestisko (in ungherese Kishely) è un comune della Slovacchia facente parte del distretto di Svidník, nella regione di Prešov.